# Karl Hjalmar Lundgren

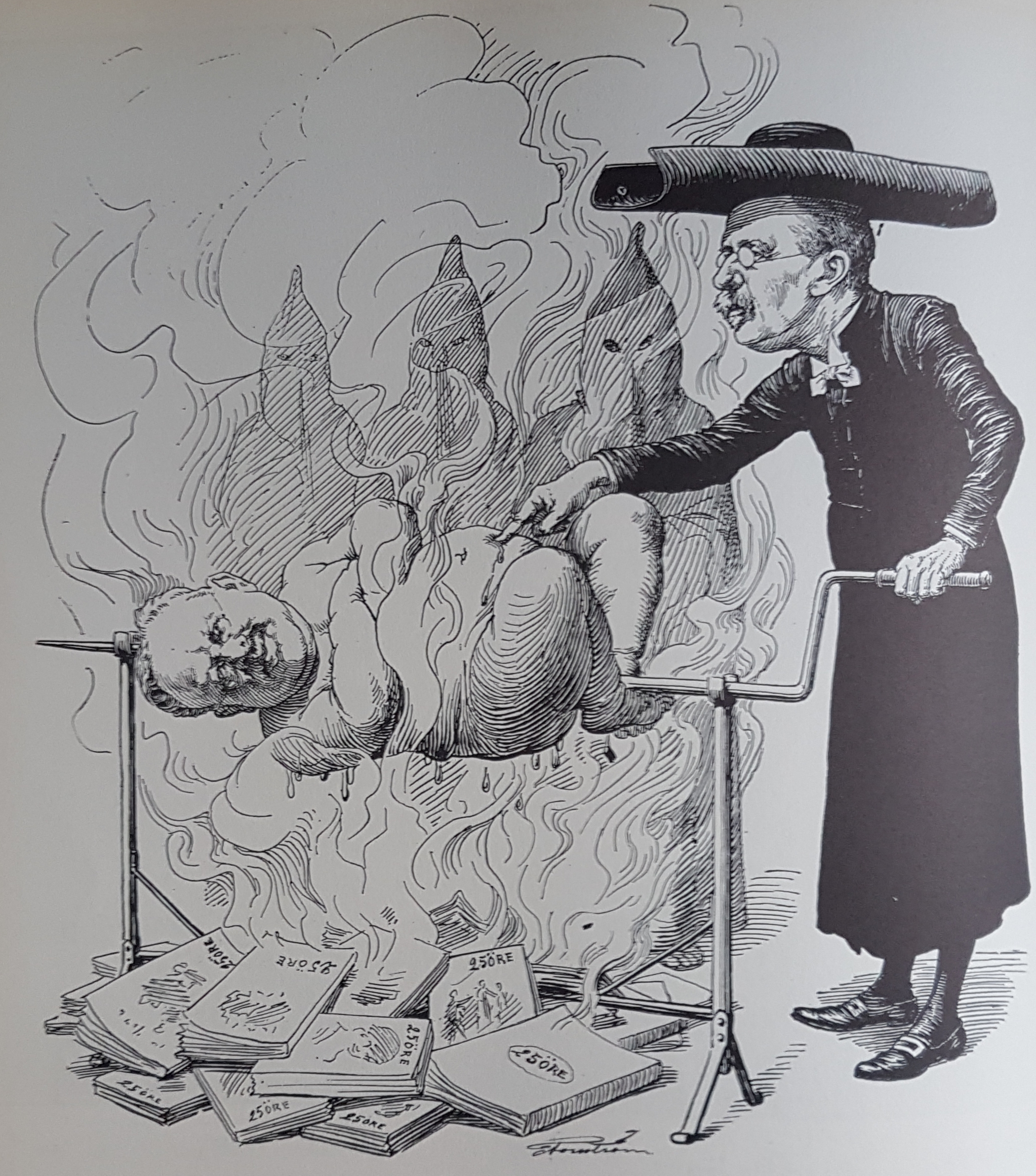
Bengtzén skall stekas tecknad av Edvard Forsström

Karl Hjalmar Lundgren, född 28 oktober 1867 i Nedertorneå församling, Norrbotten, död 18 augusti 1934 i Oscars församling, Stockholm, var en svensk journalist och författare. Han var bror till Alfred Lundgren
Efter studentexamen verkade Lundgren under många år som journalist under pseudonymen Abbé Coignard, bland annat som redaktör för Lunds Dagblad 1902–1906. Som flitig författare i den satirisk-humoristiska genren gjorde Lundgren sig främst känd som författare av karaktären Johannes Bengtzén. Bland hans skrifter märks Från den politiska rännarbanan (1914), I de frisinnade idéernas tjänst (1916), Ur Johannes Bengtzéns själaskatt (1918), Under den röda fanans veck (1920), Gamla kavaljerer (1923) och Framåt och uppåt marsch (1928).